# Bunkermuseet Hirtshals
Bunkermuseet Hirtshals 10. batteri er Danmarks eneste udgravede, komplette tyske forsvarsanlæg fra 2. verdenskrig, der er åben for publikum. Anlægget ligger i et naturområde på 450 m × 750 m for foden af Hirtshals Fyr og rummer 54 udgravede bunkere samt kanon-, morter- og maskingeværstillinger og radar- og lyskasteranlæg, i alt 70 lokaliteter, forbundet af 3,5 km løbegange.
De fleste bunkere hører til det såkaldte 10. batteri. Derudover indgår også en del havnekaptajnens stillinger, som også er en del af museumsområdet.
Bunkermuseet hører under Vendsyssel Historiske Museum.